# Ivan Javor
Ivan Javor, vlastním jménem Alois Mikula (10. srpna 1915 Boršov – 25. července 1944 Linec), byl český básník, dramatik a odbojář.

## Život
Narodil se v Boršově u Kyjova v mlynářské rodině Josefa Mikuly jako nejstarší ze čtyř synů. Studoval na dvouleté obchodní škole v Hodoníně a pak ve Dvoře Králové nad Labem, kam se rodina přestěhovala. Zde v letech 1931–1932 pracoval jako praktikant v kanceláři a později pomáhal otci na mlýnech Paseky nad Jizerou a Dolní Dušnici. Na počátku 30. let vznikla jeho první literární díla. Přátelil se se spisovatelem Karlem Josefem Benešem. V letech 1936–1942 pracoval jako úředník ve Sboru námezdních mlýnů. V roce 1940 začal pracovat v komunistickém odboji v pražských Vysočanech. Spolupracoval na vydávání časopisu My z Kolbenky, který ilegálně vycházel od března do srpna roku 1942. Dne 21. června 1942 byl zatčen. Měsíc byl vězněn v Pankrácké věznici, tři měsíce v koncentračním táboře Terezín a nakonec v koncentračním táboře Mauthausen. Při náletu na pobočku tábora v Linci 25. července 1944 zahynul. V terezínském táboře byla 2. května 1945 popravena jeho snoubenka Zdeňka Lachmanová.

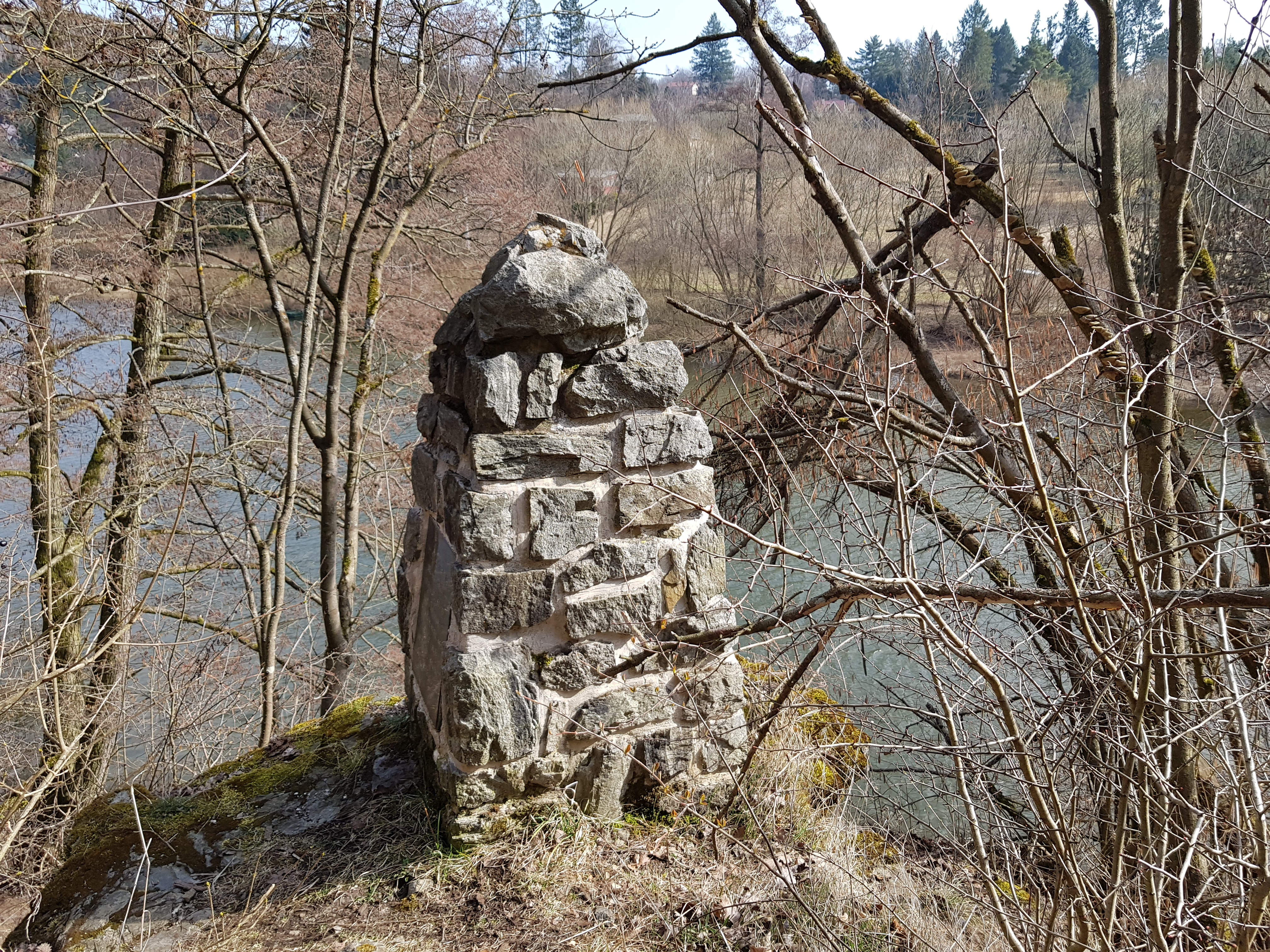
Pomník Ivana Javora nad Sázavou, kde prožil své poslední svobodné léto

V roce 1936 vydal v časopise Lumír povídku Englbert Mikuláš. Jeho verše vycházely v časopise Rozsévačka nebo v Haló novinách. Naprostá většina Javorova díla byla vydána posmrtně. V jeho rodném Boršově po něm byla pojmenována jedna z hlavních ulic. Bratr Joža Mikula (1917–1982) byl také básníkem a spisovatelem.

## Dílo
- JAVOR, Ivan. Za krásu života. Praha: Družstevní práce, 1951. 124 s.
- MIKULA, Alois. V pokoře neumlknu. [s.l.]: Mladá fronta, 1956. 230 s.
- JAVOR, Ivan. Nepijte z řeky Léthé. Praha: Československý spisovatel, 1986.